# Uniting Nations
Uniting Nations est un groupe de dance music britannique formé à Liverpool en 2004. Ils ont connu le succès dans les charts dans toute l'Europe. Le groupe était à l'origine composé de Paul Keenan et Daz Sampson en tant que membres du groupe, auteurs-compositeurs et producteurs. Après leur tube de 2004 Out of Touch qui fut le premier single du groupe et son plus grand succès, Craig Powell rejoint le groupe en tant que leader. Plusieurs chansons du premier et unique album de Uniting Nations, One World, sorti en 2005 sur Gut Records, ont également été interprétées par le chanteur et artiste de session Jinian Wilde.
Le groupe a connu un succès dans les charts avec deux hits numéro un au Royaume-Uni, Out of Touch et You and Me. Le troisième tube du groupe, Ai No Corrida, une reprise de la chanson de 1980 du musicien britannique Chaz Jankel (et reprise par le producteur américain Quincy Jones sur son album The Dude de 1981), mettait en vedette la chanteuse-danseuse britannique Laura More. Craig Powell a quitté le groupe en mars 2006, après la sortie de l'album One World, et le groupe a sorti divers enregistrements jusqu'en 2008.
En avril 2019, le groupe se réunit avec Daz Sampson et la chanteuse britannique Nona et enregistre un nouveau single intitulé This Love, une reprise de la chanson de 1986 Is This Love par le groupe américain Survivor. Il est sorti le 14 février 2020 par JF Productions. Le groupe travaille également sur un nouvel album.

## Carrière
Le plus grand succès de Uniting Nations fut leur premier tube Out of Touch, une reprise de Hall & Oates. Le clip de la chanson mettait en scène l'acteur Paul Spicer. Le single resta dans les charts britanniques pendant 21 semaines, atteignant la 7e place. Il a également atteint la 5e place en Irlande, la 8e en Norvège, la 9e en Finlande et aux Pays-Bas. Il a également été classé en Australie, en Autriche, en Allemagne, en Suède et en Suisse.
Le single suivant de Uniting Nations fut You and Me. La chanson a été écrite par les membres du groupe. Le clip de la chanson mettait en vedette le chanteur Craig Powell. Powell a également interprété les chansons en direct lors de performances de Uniting Nations, notamment sur Top of the Pops. Le single a atteint la 15e place des charts britanniques. Il a également atteint la 3e place en Finlande, la 16e au Danemark, et a également été classé en Irlande et en Suède. [réf. nécessaire]
Leur troisième single de l'album était Ai No Corrida, qui comprenait la voix de Laura More et les chœurs de Steve M. Smith et Yolanda Quartey. Le single est sorti 8 octobre 2005, ce qui a coïncidé avec la sortie de l'album du groupe. La reprise a atteint le Top 20 britannique, atteignant la 18e place.
À la suite du succès des singles dans les charts britanniques, l'album One World) est sorti le 14 novembre 2005 et comprenait douze titres. Le titre de l'album She's Special portait la voix de Donovan Blackwood. L'album comprenait également une version étendue supplémentaire de Out of Touch intitulée Out of Touch (I Love You So Much), cinq a cappella des chansons de l'album et deux courts extraits. Uniting Nations a également publié divers a cappella comme outils DJ et échantillons à utiliser par les remixeurs. Les lecteurs de Smash Hits et les téléspectateurs de T4 ont élu Uniting Nations comme « Meilleur groupe de danse » lors de leur dernière soirée Pollwinners en 2005.
Craig Powell a quitté le groupe en mars 2006 pour une carrière solo, avec plusieurs performances télévisées sous forme d'un single sorti en 2010 ; il est ensuite devenu un compétiteur professionnel d'arts martiaux mixtes et a ouvert sa propre salle de sport.
Uniting Nations a ensuite sorti des chansons parmi lesquelles Music in Me et le titre promotionnel High Energy en 2006 et un quatrième single officiel intitulé Do It Yourself en 2007, une reprise de la chanson de la chanteuse américaine Gloria Gaynor de 1975 du même nom. Le groupe a fait une pause en 2010 pour se concentrer sur l'écriture et la production pour d'autres groupes établis.

## Renaissance
En avril 2019, le groupe a été relancé avec Daz Sampson et la chanteuse britannique Nona et a enregistré un nouveau single intitulé This Love, une reprise de la chanson Is This Love de 1986 du groupe américain Survivor. Il est sorti le 14 février 2020 sur le label JF Productions. Le groupe travaillait également sur un nouvel album.

## Discographie

### Albums
- One World (2005)

### Singles
- Out of Touch - 2004
- You and Me - 2005
- Ai No Corrida - 2005
- Music in Me - 2006
- Do It Yourself (Go Out And Get It) - 2007
- Pressure Us - 2008
- The Killer - 2010
- This Love - 2020